# Fertig, Los!
Fertig, Los! war eine deutsche Popband aus München.

## Geschichte
Die Band wurde im Sommer 2004 in München unter dem Namen „Spunk“ gegründet von Philipp Leu (* 24. September 1982 in München), Julia Viechtl (* 20. November 1986 in München), Florian Lüdtke (* 2. Mai 1983 in München) sowie einem Schlagzeuger, der die Band nach kurzer Zeit wieder verließ und von Florian Wille (* 7. Oktober 1986 in München) ersetzt wurde. Auch Florian Lüdtke stieg bald wieder aus der Band aus und wurde an der Gitarre von Raphael Dwinger (* 29. Oktober 1986 in München) abgelöst. Die Musiker kannten sich bereits aus ihrer gemeinsamen Schulzeit.
Die positive Rezension erster Demo-Aufnahmen in einem Münchener Stadtmagazin machte den Manager Marc Liebscher, der auch die Sportfreunde Stiller betreut, auf die Band aufmerksam. Gemeinsam mit ihm entstand im Juni 2006 – nun unter dem Namen „Fertig, Los!“ – eine EP und er vermittelte ihnen einen Plattenvertrag bei Columbia Records. Fertig, Los! nahmen daraufhin im Uphon-Studio in Wilzhofen ihr Debütalbum Das Herz ist ein Sammler auf. Mit der ersten daraus ausgekoppelten Single konnten sie sich auf Anhieb in den deutschen Charts platzieren. Der Titel Sie ist in mich verliebt, aus demselben Album, wurde 2006 in den Soundtrack des Videospiels FIFA 07 aufgenommen.
Im Jahr 2008 verließ Gitarrist Raphael Dwinger die Band, um auf die Schauspielschule zu gehen. Als Tourersatz stieg der ehemalige Gitarrist Florian Lüdtke wieder ein, der sein dreijähriges Schauspielstudium erfolgreich abgeschlossen hat. Lüdtke verließ die Band 2009 wieder. Derzeitiger Live-Gitarrist ist Simon Schankula.
Das zweite Album Pläne für die Zukunft erschien am 14. Mai 2010. Die erste davon ausgekoppelte Single Wenn du mich brauchst ist seit dem 30. April digital erhältlich.
Vom 23. Mai 2010 bis zum 8. August 2010 wurden Fertig, Los! bei on3-startrampe präsentiert. Dabei entstand auch das Musikvideo zum Song Augen zu!.
Im Juni 2010 spielte die Band im Vorprogramm von Pink auf dem Hessentag in Stadtallendorf, im Juli 2010 als Support von Amy Macdonald.
Am 28. Mai 2011 trat die Band in München auf dem Königsplatz auf der Abschlusskundgebung der Demonstration gegen Atomkraft auf. Im Oktober 2011 trat die Band beim deutsch-kurdischen Kulturfestival in Erbil im irakischen Teil Kurdistans auf.
Am 8. Mai 2013 gab die Band auf Facebook ihre Trennung bekannt.

## Diskografie

### Alben
- 2007: Das Herz ist ein Sammler
- 2010: Pläne für die Zukunft

### EPs
- 2005: Rauchen verboten
- 2006: Den Westwind ernenn’ ich zu meinem Friseur
- 2011: Kaum zu kaufen (Akustik)

### Singles
- 2007: Ein Geheimnis
- 2007: Sie ist in mich verliebt
- 2010: Wenn du mich brauchst
- 2010: Der Moment

## Auszeichnungen
- 2007: Radio Galaxy Award (Newcomerpreis)